# Сараевски Ромео и Жулиета
Адмира Исмич (на сръбски: Адмира Исмић) и Бошко Бркич (на сръбски: Бошко Бркић), и двамата родени през 1968 г. в Сараево и убити на 18 май 1993 година, стават известни като Сараевските Ромео и Жулиета. За тях е направен документалният филм Ромео и Жулиета в Сараево (1994).
Адмира е бошнячка, а Бошко – сърбин. Завършват заедно гимназия, след което се сгодяват. Следват заедно химия. След започване на гражданската война в Босна и Херцеговина през 1992 г. те остават в обсаденото Сараево, където е много трудно смесени двойки да оцелеят. Затова, 14 месеца след започване на войната, Адмира и Бошко решават да избягат от Сараево и през контролираните от сърбите територии да заминат за Сърбия. В началото на войната в Сараево най-силно влияние има Исмет Байрамович, по прякор Кело, който се съгласява срещу 18000 марки да осигури на двамата влюбени безпрепятствено излизане от Сараево. С тези пари той е трябвало да подкупи снайперистите да си затварят очите, докато Адмира и Бошко претичат през моста Връбаня на река Миляцка, която разделя мюсюлманските от сръбските позиции.
На 18 май 1993 г. през нощта Адмира и Бошко тръгват да прекосят река Миляцка по моста Връбаня, Обаче след като стигат средата на моста, снайперисти откриват огън по тях. Бошко е убит на място, а Адмира, която е ранена смъртоносно, успява да се добере до Бошко и да го прегърне, след което издъхва.
Трагедията на Адмира и Бошко става известна благодарение на множество чужди репортери. Пред тях и двете страни си прехвърлят вината за убийството им. Родителите им научават за смъртта им със закъснение от два дни. Бащата на Адмира се обръща към ЮНПРОФОР за съдействие да приберат труповете. Обаче от ЮНПРОФОР отказват с претекста, че бронираните им коли са уязвими от бронебойни снаряди.
Така Адмира и Бошко остават да лежат непогребани цели шест дена – от 18 до 24 май 1993 г. и никой не може да се добере до телата им, за да ги прибере и погребе. Родителите и на двамата, от двете противникови страни, виждат труповете им и не могат да направят нищо. На шестата нощ сръбски войници успяват да се промъкнат само на двадесет и пет метра от бошняшките позиции. По-късно става ясно, че сърбите са принудили босненски военнопленници да издърпат двамата мъртви към сръбската страна и да ги погребат на гробището Вранеш в Лукавица, в общ гроб. По-късно, през април 1996 г. биват ексхумирани и погребани в Сараево, отново заедно.